# Constructeur automobile

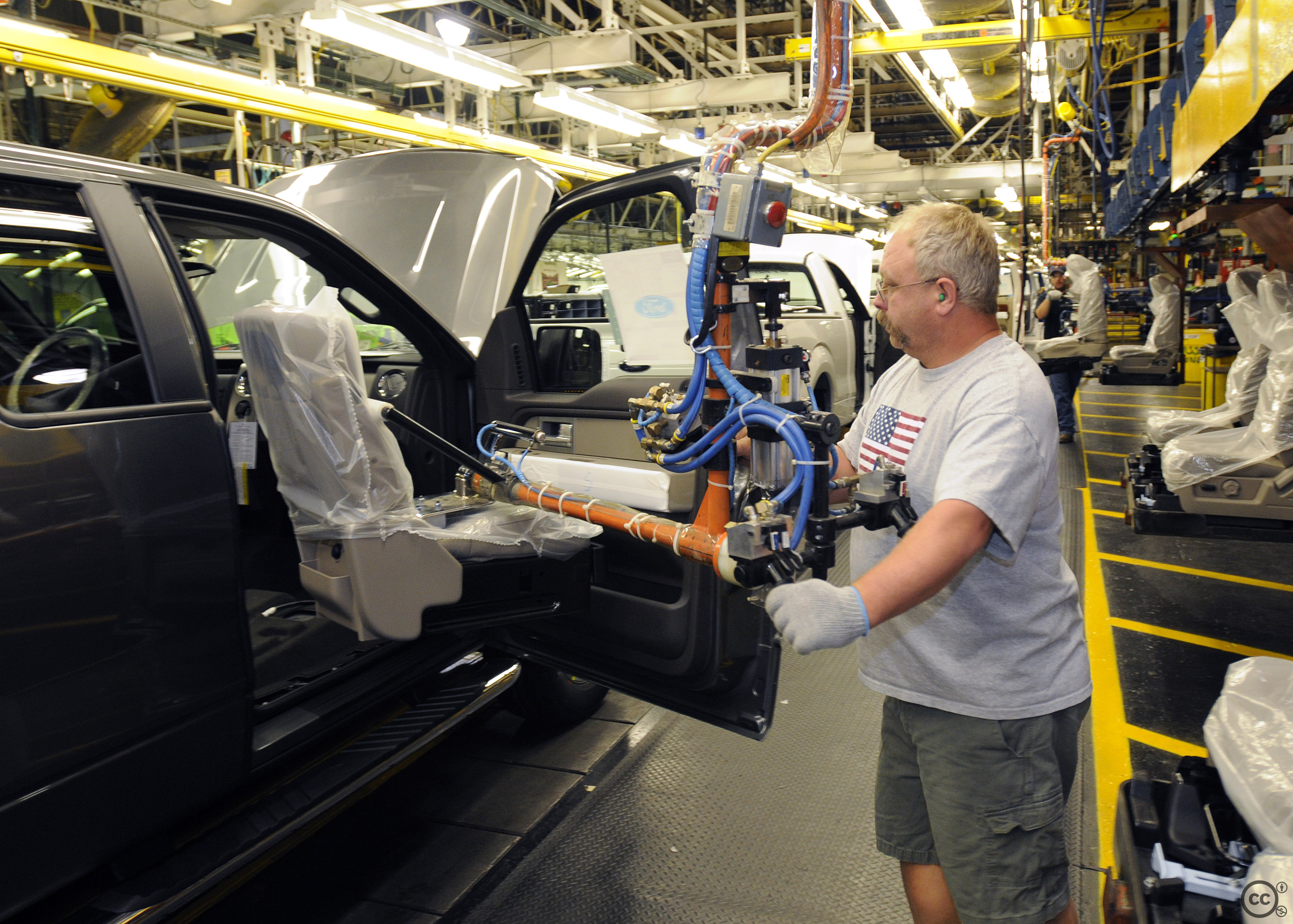
Une chaine d'assemblage (usine Ford de Kansas City).

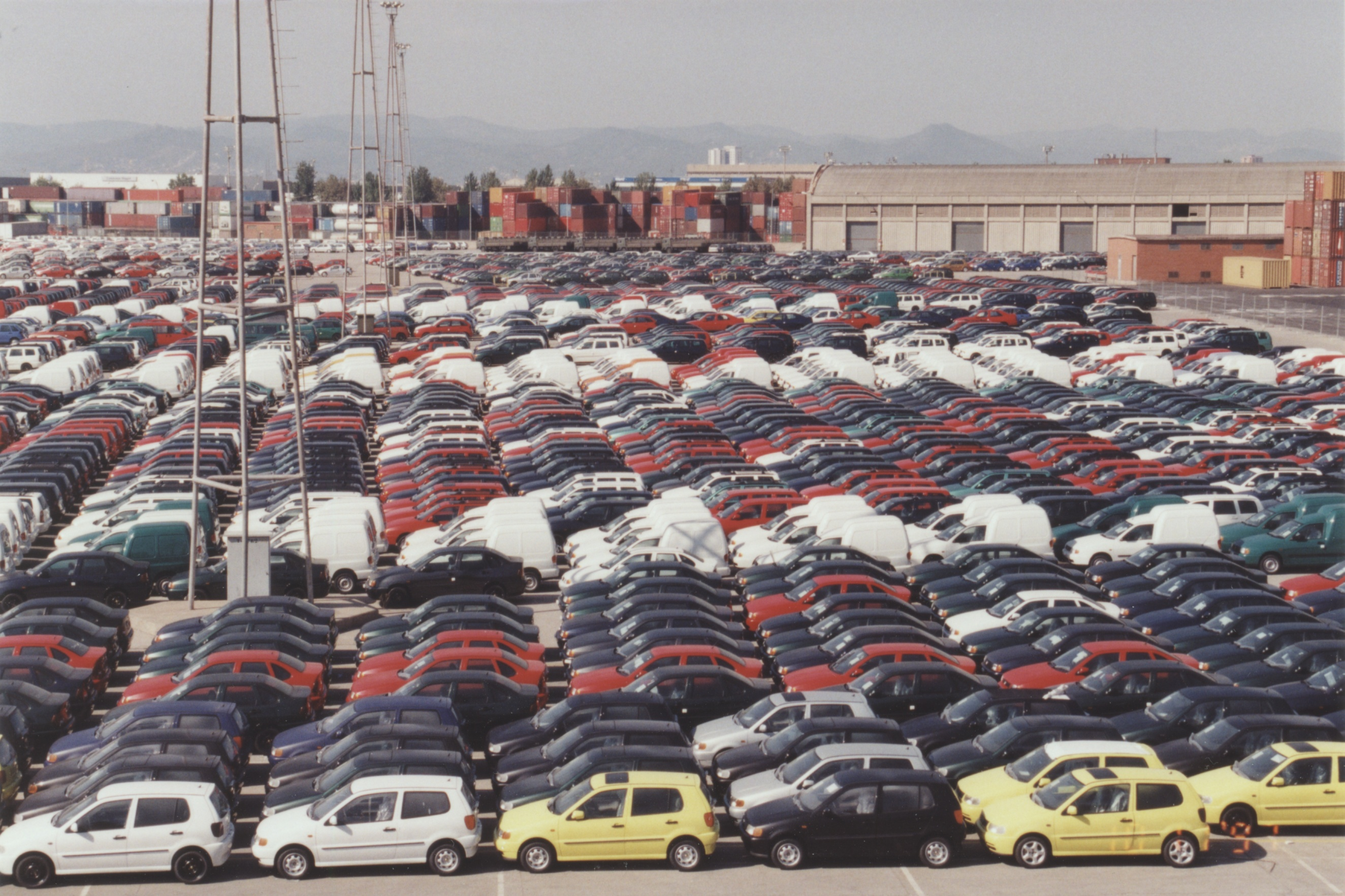
Automobiles en attente de transport (port de Barcelone).

Un constructeur automobile est une entreprise du secteur de la construction de véhicules automobiles dont l'activité consiste principalement à concevoir, fabriquer et commercialiser des automobiles.
La plupart des constructeurs ne sont que des assembleurs, c'est-à-dire que ceux-ci n'ont plus que des usines pour effectuer l'assemblage des pièces produites par des « équipementiers » auxquels sont dévolues les tâches de conception et de fabrication des pièces ou des sous-ensembles.
Les grands constructeurs, fleurons de l'industrie, sont tous des firmes de dimension internationale. Cependant, malgré leurs difficultés pour rester en compétition face aux grands constructeurs et à leurs conglomérats, de petites sociétés marginales, souvent spécialisées, peuvent encore se rencontrer. Nombreuses sont celles qui ont cependant disparu au fil de l'histoire de l'automobile, imprimant parfois durant leur existence des évolutions esthétiques ou techniques majeures ou du moins mémorables.
On notera la forte concentration de la plupart des constructeurs dans de grands groupes internationaux dont l'origine se trouve soit aux États-Unis, soit en Europe occidentale (Allemagne, France, Italie), soit en Extrême-Orient (Japon, Corée du Sud, Chine). L'Inde assemble principalement sous licence mais compte quelques constructeurs nationaux et indépendants qui montent en puissance.
Tous les constructeurs ne réalisent pas toute leur production dans le pays d'implantation de leur siège social. Certains constructeurs sont basés dans des pays qui réalisent depuis longtemps une très forte production de véhicules. D'autres sont basés dans des pays dits « émergents », c'est-à-dire qui renforcent progressivement leurs capacités de production, soit en se lançant de toutes pièces dans cette activité soit en augmentant leurs capacités historiques. Par « émergents » on entend surtout le type de production d'automobiles, ainsi que la maturité des marchés nationaux du pays concerné (ce critère recoupe très souvent celui du qualificatif « émergents » utilisé en économie).

## Liste des constructeurs automobiles
Un constructeur généraliste doit couvrir une large majorité des segments de son marché principal, donc, par exemple pour les constructeurs européens ou japonais, disposer d'une gamme composée de citadines, compactes, familiales, monospaces et SUV et pour les américains d'une gamme de compactes, intermédiaires et SUV. Ses tarifs ciblent la classe moyenne afin de réaliser de gros volumes.
Un constructeur premium se place entre les constructeurs généralistes et ceux de luxe. Sa gamme est essentiellement composée de berlines (compactes, familiales, routières, limousines…), de SUV et, dans une moindre mesure, de coupés et de cabriolets.
Un constructeur à bas coûts (Low Cost) produit principalement des véhicules pour les pays émergents.
| Marque           | Nationalité  | Groupe                       | Nationalité groupe | Date de création | Segment                            | Engagement en compétition automobile                     | Ventes mondiales | Année  |
| ---------------- | ------------ | ---------------------------- | ------------------ | ---------------- | ---------------------------------- | -------------------------------------------------------- | ---------------- | ------ |
| Acura            | Japon        | Honda                        | Japon              | 1986             | Premium                            | IMSA                                                     | /                | /      |
| Alfa Romeo       | Italie       | Stellantis                   | Pays-Bas           | 1910             | Premium                            | Formule 1, WTCR                                          | 150 000          | (2017) |
| Alpine           | France       | Renault-Nissan               | France / Japon     | 1955             | Spécialisé (Sportives)             | Alpine Europa Cup / GT4 European Series / Formule 1, WEC | 2 091            | (2018) |
| Aston-Martin     | Royaume-Uni  | Prodrive                     | Royaume-Uni        | 1913             | Luxe                               | Endurance GT, Formule 1, WEC                             | 6 441            | (2018) |
| Audi             | Allemagne    | Volkswagen                   | Allemagne          | 1909             | Premium                            | DTM, Formule E, WRX, WTCR                                | 1 812 000        | (2018) |
| Aurus Motors     | Russie       |                              |                    | 2018             | Luxe                               |                                                          |                  |        |
| Bentley          | Royaume-Uni  | Volkswagen                   | Allemagne          | 1919             | Luxe                               |                                                          | 10 494           | (2018) |
| BMW              | Allemagne    | BMW                          | Allemagne          | 1916             | Premium                            | DTM                                                      | 2 125 026        | (2018) |
| Brilliance       | Chine        | Brilliance China Automotive  | Chine              | 1992             | Généraliste Low Cost               |                                                          |                  |        |
| Bugatti          | France       | Volkswagen                   | Allemagne          | 1909             | Luxe                               |                                                          | /                | /      |
| Buick            | États-Unis   | General Motors               | États-Unis         | 1903             | Premium                            |                                                          | 1 291 000        | (2018) |
| Cadillac         | États-Unis   | General Motors               | États-Unis         | 1902             | Premium                            | WEC, IMSA                                                | /                | /      |
| Chang'an Motors  | Chine        | Chang'an Motors              | Chine              | 1990             | Généraliste Low Cost               |                                                          |                  |        |
| Chery            | Chine        | Chery Automobiles            | Chine              | 1997             | Généraliste Low Cost               |                                                          |                  |        |
| Chevrolet        | États-Unis   | General Motors               | États-Unis         | 1911             | Généraliste                        | Endurance GT, NASCAR, IndyCar                            | 3 880 000        | (2018) |
| Chrysler         | États-Unis   | Stellantis                   | Pays-Bas           | 1925             | Premium                            |                                                          | /                | /      |
| Citroën          | France       | Stellantis                   | Pays-Bas           | 1919             | Généraliste                        | WRC                                                      | 1 046 229        | (2018) |
| Cupra            | Espagne      | Volkswagen                   | Allemagne          | 2018             | Spécialisé (Sportives)             | WTCR                                                     | 0                | (2018) |
| Dacia            | Roumanie     | Renault-Nissan               | France / Japon     | 1966             | Généraliste                        |                                                          | 700 798          | (2018) |
| Daihatsu         | Japon        | Toyota                       | Japon              | 1907             | Spécialisé (Citadines)             |                                                          | /                | /      |
| Datsun           | Japon        | Renault-Nissan               | France / Japon     | 1913             | Spécialisé (Citadines)             |                                                          | /                | /      |
| Dodge            | États-Unis   | Stellantis                   | Pays-Bas           | 1914             | Généraliste                        |                                                          | 1 300 000        | (2018) |
| Derways          | Russie       | Derways                      | Russie             | 2004             | Spécialisé (Tout-Terrain)          |                                                          |                  |        |
| Dongfeng         | Chine        | Dongfeng                     | Chine              | 1969             | Généraliste Low Cost               |                                                          |                  |        |
| DS Automobiles   | France       | Stellantis                   | Pays-Bas           | 2015             | Premium                            | Formule E                                                | 53 265           | (2018) |
| FAW              | Chine        | First Automobile Works       | Chine              | 1953             | Généraliste Low Cost               |                                                          |                  |        |
| Ferrari          | Italie       | Ferrari                      | Italie             | 1947             | Luxe                               | Formule 1, Endurance GT, WEC                             | 9 251            | (2018) |
| Fiat             | Italie       | Stellantis                   | Pays-Bas           | 1899             | Généraliste                        |                                                          | 1 377 000        | (2018) |
| Ford             | États-Unis   | Ford                         | États-Unis         | 1903             | Généraliste                        | WRC, NASCAR, WRX, Endurance GT, WEC                      | 5 329 000        | (2018) |
| GAZ              | Russie       | SibAl                        | Russie             | 1932             | Généraliste Low Cost               |                                                          |                  |        |
| Geely            | Chine        | Geely                        | Chine              | 1986             | Généraliste Low Cost               |                                                          |                  |        |
| Genesis          | Corée du Sud | Hyundai Motor Group          | Corée du Sud       | 2015             | Premium                            |                                                          | /                | /      |
| GMC              | États-Unis   | General Motors               | États-Unis         | 1901             | Spécialisé (Tout-Terrain)          |                                                          | /                | /      |
| Hafei            | Chine        | Avic                         | Chine              | 1994             | Généraliste Low Cost               |                                                          |                  |        |
| Heng Chi         | Chine        | Evergrande                   | Chine              | 2019             | Généraliste                        |                                                          |                  |        |
| Hindustan Motors | Inde         | Hindustan Motors             | Inde               | 1942             | Généraliste Low Cost               |                                                          |                  |        |
| Honda            | Japon        | Honda                        | Japon              | 1948             | Généraliste                        | Formule 1 (motoriste), WTCR, IndyCar, JGTC               | 4 966 000        | (2018) |
| Hongqi           | Chine        | FAW                          | Chine              | 1958             | Premium                            |                                                          |                  |        |
| Hyundai          | Corée du Sud | Hyundai Motor Group          | Corée du Sud       | 1967             | Généraliste                        | WRC, WTCR                                                | 4 076 000        | (2018) |
| Infiniti         | Japon        | Renault-Nissan               | France / Japon     | 1989             | Premium                            |                                                          | /                | /      |
| Iran Khodro      | Iran         | Iran Khodro                  | Iran               | 1962             | Généraliste Low Cost               |                                                          |                  |        |
| Isuzu            | Japon        | Isuzu                        | Japon              | 1934             | Spécialisé (Tout-terrain)          |                                                          | /                | /      |
| Jaguar           | Royaume-Uni  | Jaguar Land Rover            | Inde               | 1935             | Luxe                               |                                                          | /                | /      |
| Jeep             | États-Unis   | Stellantis                   | Pays-Bas           | 1937             | Spécialisé (Tout-Terrain)          |                                                          | 1 548 000        | (2018) |
| Karenjy          | Madagascar   | Le Relais                    | France             | 1980             | Spécialisé (Tout-Terrain)          |                                                          |                  |        |
| Kia              | Corée du Sud | Hyundai Motor Group          | Corée du Sud       | 1974             | Généraliste                        |                                                          | 2 638 000        | (2018) |
| Lada             | Russie       | Renault-Nissan               | France / Japon     | 1966             | Généraliste                        |                                                          | /                | /      |
| Lamborghini      | Italie       | Volkswagen                   | Allemagne          | 1963             | Luxe                               | WEC, IMSA                                                | 5 750            | (2018) |
| Lancia           | Italie       | Stellantis                   | Pays-Bas           | 1906             | Généraliste                        |                                                          | /                | /      |
| Land Rover       | Royaume-Uni  | Jaguar Land Rover            | Inde               | 1947             | Premium                            |                                                          | /                | /      |
| Lexus            | Japon        | Toyota                       | Japon              | 1989             | Premium                            | JGTC, WEC                                                | 698 000          | (2018) |
| Lincoln          | États-Unis   | Ford                         | États-Unis         | 1917             | Premium                            |                                                          | /                | /      |
| Lotus            | Royaume-Uni  | Geely                        | Chine              | 1952             | Spécialisé (Sportives)             |                                                          | /                | /      |
| Luxgen           | Taïwan       | Yulon Motor                  | Taïwan             | 2009             | Premium                            |                                                          |                  |        |
| Mahindra         | Inde         | Mahindra & Mahindra          | Inde               | 1947             | Généraliste Low Cost               |                                                          |                  |        |
| Maruti           | Inde         | Suzuki                       | Japon              | 1981             | Généraliste Low Cost               |                                                          |                  |        |
| Maserati         | Italie       | Stellantis                   | Pays-Bas           | 1914             | Luxe                               |                                                          | 51 000           | (2017) |
| Maxus            | Chine        | Shanghai Automotive IC       | Chine              | 2011             | Spécialisé (Utilitaires)           |                                                          | /                | /      |
| Mazda            | Japon        | Mazda                        | Japon              | 1920             | Généraliste                        | JGTC                                                     | 1 550 000        | (2018) |
| McLaren          | Royaume-Uni  | McLaren                      | Royaume-Uni        | 1989             | Spécialisé (Sportives)             | Formule 1, WEC                                           | /                | /      |
| Mercedes-Benz    | Allemagne    | Daimler                      | Allemagne          | 1926             | Luxe (& Premium)                   | Formule 1, DTM                                           | 2 551 000        | (2018) |
| MG               | Royaume-Uni  | Shanghai Automotive IC       | Chine              | 1924             | Généraliste                        |                                                          | /                | /      |
| Mini             | Royaume-Uni  | BMW                          | Allemagne          | 1969             | Spécialisé (Urbaines)              |                                                          | /                | /      |
| Mitsubishi       | Japon        | Renault-Nissan               | France / Japon     | 1917             | Généraliste                        |                                                          | 1 060 000        | (2018) |
| Néo Motors       | Maroc        | Néo Motors                   | Maroc              | 2018             | SUV                                |                                                          |                  |        |
| Neta Automobile  | Chine        | Hozon Auto                   | Chine              | 1934             | Généraliste électrique             |                                                          |                  | (2018) |
| Nissan           | Japon        | Renault-Nissan               | France / Japon     | 1934             | Généraliste                        | JGTC, Formule E, V8 Supercars                            | 4 750 000        | (2018) |
| Opel             | Allemagne    | Stellantis                   | Pays-Bas           | 1899             | Généraliste                        |                                                          | 1 005 000        | (2018) |
| Pars Khodro      | Iran         | Saipa                        | Iran               | 1956             | Généraliste Low Cost               |                                                          |                  |        |
| Perodua          | Malaisie     | Perodua                      | Malaisie           | 1993             | Généraliste                        |                                                          |                  |        |
| Peugeot          | France       | Stellantis                   | Pays-Bas           | 1896             | Généraliste                        | WEC                                                      | 1 533 000        | (2018) |
| Porsche          | Allemagne    | Volkswagen                   | Allemagne          | 1931             | Luxe                               | Formule E, Endurance GT, WEC, IMSA                       | 256 000          | (2018) |
| Proton           | Malaisie     | Proton Edar                  | Malaisie           | 1985             | Généraliste Low Cost               |                                                          |                  |        |
| RAM              | États-Unis   | Stellantis                   | Pays-Bas           | 2009             | Spécialisé (Tout-terrain)          |                                                          | /                | /      |
| Renault          | France       | Renault-Nissan               | France / Japon     | 1898             | Généraliste                        | Formule 1                                                | 2 288 000        | (2018) |
| Rolls-Royce      | Royaume-Uni  | BMW                          | Allemagne          | 1904             | Luxe                               |                                                          | /                | /      |
| Saipa            | Iran         |                              |                    | 1966             | Généraliste Low Cost               |                                                          |                  |        |
| Samsung          | Corée du Sud | Renault-Nissan               | France / Japon     | 1994             | Premium                            |                                                          | /                | /      |
| Seat             | Espagne      | Volkswagen                   | Allemagne          | 1950             | Généraliste                        |                                                          | 517 000          | (2018) |
| Škoda            | Tchéquie     | Volkswagen                   | Allemagne          | 1895             | Généraliste                        |                                                          | 1 243 000        | (2018) |
| Smart            | Allemagne    | DaimlerGeely                 | Allemagne          | 1995             | Spécialisé (Citadines)             |                                                          | /                | /      |
| SsangYong        | Corée du Sud | Mahindra                     | Inde               | 1954             | Généraliste                        |                                                          | /                | /      |
| Subaru           | Japon        | Fuji Heavy Industries        | Japon              | 1953             | Généraliste                        | JGTC                                                     | 1 053 000        | (2018) |
| Suzuki           | Japon        | Suzuki                       | Japon              | 1954             | Généraliste                        |                                                          | 3 046 000        | (2018) |
| Tata             | Inde         | Tata Motors                  | Inde               | 1945             | Généraliste                        |                                                          | /                | /      |
| Tesla            | États-Unis   | Tesla                        | États-Unis         | 2003             | Premium électrique                 |                                                          | 254 530          | (2018) |
| Tofaş            | Turquie      |                              | Turquie            | 1968             | Généraliste (gamme Fiat)           |                                                          | 450.000          | (2017) |
| Togg             | Turquie      |                              | Turquie            | 2018             | Premium                            |                                                          | /                |        |
| Toyota           | Japon        | Toyota                       | Japon              | 1937             | Généraliste                        | WEC, WRC, NASCAR, Formule 1                              | 10 500 000       | (2022) |
| UAZ              | Russie       | Ulyanovsky Avtomobilny Zavod | Russie             | 1941             | Spécialisé (Tout-Terrain)          |                                                          |                  |        |
| Vauxhall         | Royaume-Uni  | Stellantis                   | Pays-Bas           | 1903             | Généraliste                        |                                                          | /                | /      |
| Volkswagen       | Allemagne    | Volkswagen                   | Allemagne          | 1937             | Généraliste                        | WRX, WTCR                                                | 8 300 000        | (2022) |
| Volvo            | Suède        | Geely                        | Chine              | 1927             | Premium                            |                                                          | 642 000          | (2018) |
| Wallyscar        | Tunisie      |                              | Tunisie            | 2006             | Spécialisé (Tout-Terrain) Low Cost |                                                          |                  |        |
| ZAZ              | Ukraine      | ZAZ                          | Ukraine            | 1958             | Généraliste Low Cost               |                                                          |                  |        |

### Spécialistes de niche
Constructeurs de notoriété mondiale à la production artisanale ou semi-artisanale (moins de 5 000 ex. annuels) ou ne produisant qu'une seule catégorie de véhicule.
| Marque           | Groupe     | Nationalité   | Date de création | Segment                            |
| ---------------- | ---------- | ------------- | ---------------- | ---------------------------------- |
| Abarth           | Stellantis | Italie        | 1949             | Spécialisé (Sportives)             |
| Alpina           | BMW Group  | Allemagne     | 1962             | Spécialisé (Préparation)           |
| AMG              | Daimler    | Allemagne     | 1967             | Spécialisé (Préparation)           |
| Brabham          | -          | Australie     | 2018             | Spécialisé (Sportives)             |
| Brabus           | Brabus     | Allemagne     | 1977             | Spécialisé (Préparation)           |
| Caterham         | Caterham   | Royaume-Uni   | 1959             | Spécialisé (Sportives)             |
| COURB            | COURB      | France        | 2007             | Spécialisé (Électrique)            |
| Dallara          | -          | Italie        | 1972             | Spécialisé (Sportives)             |
| Donkervoort      | -          | Pays-Bas      | 1978             | Spécialisé (Sportives)             |
| Ginetta          | -          | Royaume-Uni   | 1958             | Spécialisé (Sportives)             |
| Karma Automotive | -          | États-Unis    | 2007             | Spécialisé (Electrique)            |
| Koenigsegg       | -          | Suède         | 1994             | Spécialisé (Sportives)             |
| KTM              | -          | Autriche      | 1999             | Spécialisé (Sportives)             |
| Lobini           | -          | Brésil        | 1999             | Spécialisé (Sportives)             |
| Mastretta        | -          | Mexique       | 1987             | Spécialisé (Sportives)             |
| Mopar            | Stellantis | États-Unis    | 1937             | Spécialisé (Préparation)           |
| Morgan           | -          | Royaume-Uni   | 1910             | Spécialisé (Sportives)             |
| Noble            | -          | Royaume-Uni   | 1999             | Spécialisé (Sportives)             |
| Pagani           | -          | Italie        | 1992             | Spécialisé (Sportives)             |
| Panoz            | -          | États-Unis    | 1989             | Spécialisé (Sportives)             |
| PGO              | -          | France        | 1980             | Spécialisé (Sportives)             |
| Pininfarina      | Mahindra   | Italie        | 2018             | Spécialisé (Sportives électriques) |
| Rimac            | -          | Croatie       | 2009             | Spécialisé (Sportives électriques) |
| Saleen           | -          | États-Unis    | 1983             | Spécialisé (Sportives)             |
| Shelby           | -          | États-Unis    | 1962             | Spécialisé (Sportives)             |
| Spyker           | -          | Pays-Bas      | 2000             | Spécialisé (Sportives)             |
| SRT              | Stellantis | États-Unis    | 2003             | Spécialisé (Préparation)           |
| Venturi          | -          | France Monaco | 1984             | Spécialisé (Sportives)             |

### Artisans locaux
Constructeurs de notoriété confidentielle à la production artisanale.
| Marque                    | Constructeur   | Nationalité        | Date de création | Segment                             |
| ------------------------- | -------------- | ------------------ | ---------------- | ----------------------------------- |
| AC Cars                   |                | Royaume-Uni        | 1901             | Sport                               |
| Acrea (de)                |                | France             | 2006             | Loisirs                             |
| Ariel                     |                | Royaume-Uni        | 1996             | Sport                               |
| Ascari                    | Indépendant    | Royaume-Uni        | 1995             | Sport                               |
| Briggs Automotive Company | Indépendant    | Royaume-Uni        | 2009             | Sport, haute performance            |
| Buddy                     | Buddy Electric | Norvège            | 1991             | Urbaine électrique                  |
| Bertone                   | Indépendant    | Italie             | 1912             | Carrosserie, prototypes performance |
| Caparo (en)               |                | Royaume-Uni        | 2007             | Sport                               |
| Cobra Cars                |                | Espagne            | 1992             | Sport, rétro                        |
| De Clercq                 | Indépendant    | France             | 1992             | Luxe, rétro                         |
| De La Chapelle            |                | France             | 1978             | Sport, rétro                        |
| De Tomaso                 | Indépendant    | Italie             | 1959             | Performance                         |
| Detroit Electric          | Indépendant    | États-Unis         | 1907-1939/2008   | Électrique, sport                   |
| Devinci cars              | Indépendant    | France             | 2017             | Électrique, sport, rétro            |
| Dynasty IT                | Indépendant    | Canada             | 2001             | Urbaine électrique                  |
| Edran                     |                | Belgique           | 1984             | Sport                               |
| Equus (en) (en)           | Indépendant    | États-Unis         | 2009             | Sport, rétro                        |
| Exagon                    | Indépendant    | France             | 2004             | Sport, écologique                   |
| Fornasari                 |                | Italie             | 1999             | Sport                               |
| 4Stroke                   |                | France             | 2002             | Rétro                               |
| Gillet                    |                | Belgique           | 1991             | Performance                         |
| Gumpert                   | Indépendant    | Allemagne          | 2005             | Sport                               |
| Hennessey                 | Indépendant    | États-Unis         | 1991             | Tuning                              |
| Hurtan                    |                | Espagne            | 1977             | Rétro                               |
| HTT Pléthore              | Indépendant    | Canada             | 2010             | Performance                         |
| Joss                      |                | Australie          | 1998             | Sport                               |
| Kaipan                    | Indépendant    | République tchèque | 1991             | Sport                               |
| Leopard                   |                | Pologne            | 1930             | Sport                               |
| Lormauto                  | Indépendant    | France             | 2023             | Rétrofit                            |
| Marcos                    |                | Royaume-Uni        | 1959             | Sport                               |
| Monte Carlo Automobile    |                | Monaco             | 1983             | Sport                               |
| MDI                       |                | France             | 1991             | Écologique                          |
| Mega                      | Aixam-Mega     | France             | 1992             | Sport                               |
| Proto Motors              | Indépendant    | Corée du Sud       | 1997             | Sport                               |
| Radical                   | Indépendant    | Royaume-Uni        | 1997             | Sport                               |
| Rinspeed                  |                | Suisse             | 1980             | Tuning                              |
| Rossion                   | Indépendant    | États-Unis         | 2007             | Sport                               |
| Ruf                       | Indépendant    | Allemagne          | 1939             | Luxe, sport, performance            |
| Santana                   |                | Espagne            | 1958             | Tout-terrain                        |
| Secma                     | Indépendant    | France             | 1995             | Loisirs, sport                      |
| SSC                       | Indépendant    | États-Unis         | 1999             | Sport                               |
| Spada Vetture Sport       | Indépendant    | Italie             | 2008             | Performance                         |
| Spania GTA                | Indépendant    | Espagne            | 2007             | Performance                         |
| Tauro                     |                | Espagne            | 2010             | Luxe, performance, sport            |
| Tommy Kaira               |                | Japon              | 1998             | Tuning                              |
| Tramontana                |                | Espagne            | 2003             | Sport                               |
| Ultima                    | Indépendant    | Royaume-Uni        | 1992             | Sport                               |
| Westfield                 |                | Royaume-Uni        | 1982             | Sport                               |
| Wiesmann                  | Indépendant    | Allemagne          | 1993             | Sport, rétro                        |
| Zenvo                     | Indépendant    | Danemark           | 2004             | Performance                         |

### Disparus
| Marque                                         | Pays               | Création     | Disparition  | Constructeur |
| ---------------------------------------------- | ------------------ | ------------ | ------------ | --- |
| Abadal                                         | Espagne            | 1912         | 1930         | Abadal |
| AAA                                            | France             | 1919         | 1920         | Ateliers d'Automobiles et d'Aviation (en) |
| Abbott                                         | États-Unis         | 1909         | 1919         | |
| Able                                           | France             | 1920         | 1925         | Able |
| ACMA                                           | France             | 1957         | 1962         | Piaggio |
| Adami                                          | Italie             | 1901         | 1906         | |
| Adams                                          | Royaume-Uni        | 1905         | 1914         | |
| Adler                                          | Allemagne          | 1900         | 1940         | |
| AERO (en)                                      | Tchécoslovaquie    | 1929         | 1947         | |
| Aérocarène                                     | France             | 1929         | 1947         | |
| AEM                                            | France             | 1921         | 1927         | Societé d'Application Electro-Mécanique (en) |
| Ajams (en)                                     | France             | 1919         | 1922         | Ajams (de) |
| AJS                                            | Royaume-Uni        | 1929         | 1936         | |
| Allain et Niguet                               | France             | 1921         | 1923         | Allain et Niguet (de) |
| Alba                                           | France             | 1913         | 1928         | Automobiles Alba (de) |
| Albar (en)                                     | Suisse             | 1972         | 1996         | |
| Alcyon                                         | France             | 1890         | 1963         | Alcyon |
| Alda                                           | France             | 1912         | 1922         | Fernand Charron |
| Allard                                         | Royaume-Uni        | 1937         | 1980         | |
| Allstate                                       | États-Unis         | 1952         | 1953         | Kaiser-Frazer Corp. |
| Alma                                           | France             | 1926         | 1929         | Établissements Alma (de) |
| Alphi (en)                                     | France             | 1928 ou 1929 | 1931         | Alphi (de) |
| Alva                                           | France             | 1913         | 1923         | Automobiles Alva |
| Alvis                                          | Royaume-Uni        | 1919         | 1967         | |
| AMC                                            | États-Unis         | 1954         | 1987         | Chrysler |
| Amédée Bollée (fils)                           | France             | 1896         | 1923         | |
| American Bantam                                | États-Unis         | 1935         | 1941         | |
| Amilcar                                        | France             | 1921         | 1939         | Hotchkiss |
| Anadol                                         | Turquie            | 1966         | 1986         | |
| Angeli (de)                                    | France             | 1921         | 1932         | Automobiles Angeli (de) |
| Antony                                         | France             | 1922         | 1927         | Automobiles Antony (de) |
| Apal                                           | Belgique           | 1963         | 1996         | |
| Aquila Italiana                                | Italie             | 1905         | 1917         | |
| Ariès                                          | France             | 1903         | 1938         | Groupe PSA |
| Armor                                          | France             | 1910         | 1957         | Armor |
| Armstrong-Siddeley                             | Royaume-Uni        | 1925         | 1960         | |
| ARO                                            | Roumanie           | 1957         | 2007         | Tout-terrain |
| Artega                                         | Allemagne          | 2006         | 2012         | Sport |
| Attica                                         | Grèce              | 1958         | 1977         | |
| Auburn                                         | États-Unis         | 1900         | 1936         | Cord Corporation (1926 à fin) |
| Audibert et Lavirotte                          | France             | 1894         | 1901         | |
| Austin                                         | Royaume-Uni        | 1906         | 1989         | MG Rover |
| Austin-Healey                                  | Royaume-Uni        | 1953         | 1971         | |
| Austro-Daimler                                 | Autriche           | 1899         | 1939         | |
| Austro-FIAT                                    | Autriche           | 1907         |              | |
| Autobianchi                                    | Italie             | 1957         | 1989         | Fiat |
| Auverland                                      | France             | 1984         | 2005         | Panhard général défense |
| Arzac (en)                                     | France             | 1926         | 1927         | Arzac (de) |
| AS (en)                                        | France             | 1919         | 1928         | AS (en) |
| ASS (en)                                       | France             | 1919         | 1920         | ASS (en) |
| Astatic                                        | France             | 1920 ou 1922 | 1922 ou 1923 | Astatic |
| Astra                                          | France             | 1922         | ?            | Astra |
| Automobilette                                  | France             | 1911         | 1924         | Constructeurs A.Coignet & J.Ducruzel |
| Autram                                         | France             | 1924         | 1924         | Autram (de) |
| Baby Silvestre                                 | France             | 1913         | 1924         | Établissements Fournier |
| Baker Electrics                                | États-Unis         | 1899         | 1914         | (véhicules électriques) |
| Ballot                                         | France             | 1905         | 1938         | |
| Bandini                                        | Italie             | 1946         | 1992         | |
| Barré                                          | France             | 1908         | 1930         | Automobiles Barré |
| Barreiros                                      | Espagne            | 1954         | 1967         | Chrysler |
| Bauchet                                        | France             | 1899         | 1990         | Henry Bauchet |
| Baudouin-Radia                                 | France             | 1905         | 1907         | L’Automotrice (de). Ex L’Automotrice (1901-1904) et Radia (1904-1905). Lien externe : L'Automotrice, Radia                                                                        |
| Beckmann                                       | Allemagne          | 1900         | 1926         | |
| Benjamin                                       | France             | 1921         | 1927         | |
| Bégot & Mazurié                                | France             | 1899         | 1907         | Bégot et Mazurié |
| Benz                                           | Allemagne          | 1883         | 1926         | |
| Berliet                                        | France             | 1894         | 1940         | poursuit sa production de camions sous sa marque jusqu'en 1978 |
| Bignan                                         | France             | 1918         | 1921         | |
| Biscooter / Biscúter                           | France Espagne     | 1940         | 1960         | |
| Bollée Automobiles                             | France             | 1895         | 1931         | |
| Borgward                                       | Allemagne          | 1933         | 1961         | |
| Bristol Cars                                   | Royaume-Uni        | 1945         | 2011         | |
| Bricklin                                       | Canada             | 1974         | 1976         | |
| BSA                                            | Royaume-Uni        | 1907         | 1940         | |
| Checker                                        | États-Unis         | 1922         | 1982         | |
| Chenard et Walcker                             | France             | 1899         | 1950         | racheté par Chausson |
| Civelli de Bosch et Cie                        | France             | 1906         | 1909         | |
| Clément-Bayard                                 | France             | 1890         |              | |
| Clipper                                        | États-Unis         | 1956         | 1956         | Studebaker-Packard Corp. |
| Cobra                                          | États-Unis         | 1962         | 1968         | |
| Colignon et Talazac                            | France             | 1899         | 1899         | |
| Continental                                    | États-Unis         | 1932         | 1933         | Produit d'une Filiale de Teledyne Continental Motors |
| Continental                                    | États-Unis         | 1956         | 1958         | Ford |
| Continental-De Vaux                            | États-Unis         | 1932         | 1932         | Produit d'une Filiale de Teledyne Continental Motors |
| Cord                                           | États-Unis         | 1929         | 1937         | Cord Corporation |
| Corre                                          | France             | 1907         | 1913         | |
| Corre-La Licorne                               | France             | 1901         | 1949         | Bugatti |
| Cottin & Desgouttes                            | France             | 1904         | 1933         | |
| Cournil                                        | France             | 1960         | 1977         | |
| Crosley                                        | États-Unis         | 1939         | 1952         | |
| Daf                                            | Pays-Bas           | 1959         | 1980         | Volvo |
| Daimler                                        | Royaume-Uni        | 1896         | 2002         | Jaguar |
|                                                |                    |              |              | |
| Darl'mat                                       | France             | 1936         | 1950         | |
| Darracq                                        | France             | 1897         | 1920         | succède à Gladiator. Devient Talbot-Darracq puis Talbot-Lago |
| DASSE                                          | Belgique           | 1894         | 1936         | [ 22 ] |
| DB                                             | France             | 1938         | 1961         | |
| De Bazelaire                                   | France             | 1907         | 1928         | |
| H. Deckert et Compagnie                        | France             | 1899         | 1906         | |
| De Coucy                                       | France             | 1947         | ?            | |
| De Dion-Bouton                                 | France             | 1883         | 1932         | |
| Deguingand                                     | France             | 1927         | 1930         | succède à Vinot & Deguingand |
| Delage                                         | France             | 1905         | 1953         | Delahaye |
| Delahaye                                       | France             | 1894         | 1954         | |
| Delaugère et Clayette                          | France             | 1901         | 1926         | Rachetée par Panhard & Levassor |
| Delaunay-Belleville                            | France             | 1904         | 1948         | |
| Delfosse                                       | France             | 1921         | 1926         | |
| DeLorean                                       | États-Unis         | 1981         | 1983         | |
| DeSoto                                         | États-Unis         | 1929         | 1961         | |
| Derby                                          | France             | 1926         | 1935         | |
| Devrim                                         | Turquie            | 1960         | 1960         | |
| De Vaux (en)                                   | États-Unis         | 1931         | 1931         | produit de la De Vaux Motors Company |
| Devon Motorworks                               | États-Unis         | 2008         | 2013         | Indépendant |
| Diana                                          | États-Unis         | 1925         | 1928         | produit de la Moon Motor Company |
| DKW                                            | Allemagne          | 1917         | 1966         | Auto-Union, Daimler-Benz puis Volkswagen qui le renomme Audi |
| Doré et Bouissou                               | France             | 1898         | 1900         | |
| Duesenberg                                     | États-Unis         | 1913         | 1937         | Cord Corporation (1926 à fin) |
| Dürkopp                                        | Allemagne          |              |              | |
| Eagle                                          | États-Unis         | 1987         | 1998         | Chrysler |
| Edonis                                         | Italie             | 2001         | 2003         | B.Engineering |
| Edsel                                          | États-Unis         | 1958         | 1962         | Ford |
| Elcat Electric Vehicles                        | Finlande           | 1985         | 2017         | |
| Elizalde                                       | Espagne            | 1909         | 1927         | ENASA |
| Elva                                           | Royaume-Uni        | 1955         | 1969         | |
| Voiturettes Elva                               | France             | 1907         | 1907         | |
| E. Nicholas & Cie                              | France             | 1909         | 1916         | |
| Entreprise de construction automobile malgache | Madagascar         | 1962         | Années 1970? | |
| Epocar                                         | Saint-Marin        | 1986         | 1992         | |
| Eudelin                                        | France             | 1905         | 1908         | |
| Fabrique d'automobile belge                    | Belgique           | 1912         | 1914         | |
| Facel Vega                                     | France             | 1954         | 1964         | |
| Fiat Neckar                                    | Allemagne          | 1957         | 1971         | Fiat |
| Fafnir                                         | Allemagne          | 1903         | 1926         | |
| Fiat-NSU                                       | Allemagne          | 1929         | 1957         | Fiat |
| FN Herstal                                     | Belgique           | 1900         | 1970         | |
| FNM                                            | Brésil             | 1961         | 1988         | Alfa Romeo-Fiat |
| Fondu                                          | Belgique           | 1906         | 1919         | |
| Falcon Automobilwerke (de)                     | Allemagne          | 1921         | 1926         | |
| Falcon Cyclecar (de)                           | États-Unis         | 1913         | 1914         | |
| Franklin                                       | États-Unis         | 1902         | 1934         | |
| Frazer                                         | États-Unis         | 1946         | 1951         | Kaiser-Frazer Corp. |
| FSM (automobiles)                              | Pologne            | 1971         | 1992         | |
| Geo                                            | États-Unis         | 1989         | 1996         | General Motors |
| Georges Roy                                    | France             | 1906         | 1929         | |
| Génestin                                       | France             | 1920         | 1929         | |
| Germain                                        | Belgique           | 1897         | 1968         | |
| Gillet-Forest                                  | France             | 1889         | 1905         | |
| Glas                                           | Allemagne          | 1945-1950    | 1966         | BMW |
| GM Daewoo                                      | Corée du Sud       | 1937         | 2011         | General Motors |
| Gladiator                                      | France             | 1891         | 1920         | S'associe à partir de 1896 avec Clément-Bayard |
| Goliath                                        | Allemagne          | 1928         | 1958         | Borgward |
| Gräf & Stift                                   | Autriche           | 1902         | 1938         | |
| Graham-Paige                                   | États-Unis         | 1927         | 1941         | |
| Hanomag                                        | Allemagne          | 1924         | 1951         | Rheinstahl union |
| Hansa                                          | Allemagne          | 1906         | 1961         | Borgward |
| Heim                                           | Allemagne          | 1921         | 1926         | |
| Henry J                                        | États-Unis         | 1950         | 1954         | Kaiser-Frazer Corp. |
| Hillman                                        | Royaume-Uni        | 1907         | 1976         | |
| Hispano-Suiza                                  | Espagne Suisse     | 1904         | 1936         | poursuit sa production de camions |
| Hispano-Suiza                                  | France             | 1914         | 1946         | Poursuit sa production de moteurs d'avions, puis sera racheté par la Snecma |
| Hommell                                        | France             | 1990         | 2003         | |
| Holden                                         | Australie          | 1856         | 2021         | General Motors |
| Horch                                          | Allemagne          | 1899         | 1940         | Auto Union |
| Hotchkiss                                      | France             | 1903         | 1969         | |
| Hudson                                         | États-Unis         | 1909         | 1957         | AMC |
| Humber                                         | Royaume-Uni        | 1896         | 1976         | |
| Hummer                                         | États-Unis         | 1991         | 2010         | General Motors |
| Hupmobile                                      | États-Unis         | 1909         | 1941         | Hupp Motor Co. |
| Hurtu                                          | France             | 1896         | 1929         | |
| Impéria                                        | Belgique           | 1904 / 2008  | 1958 / 2016  | |
| Industrias Kaiser Argentina                    | Argentine          | 1955         | 1979         | Renault |
| Innocenti                                      | Italie             | 1961         | 1997         | Fiat |
| Isotta Fraschini                               | Italie             | 1900         | 1948         | |
| Itala                                          | Italie             | 1907         | 1934         | Fiat |
| ISO                                            | Italie             | 1939         | 1976         | |
| Jordan                                         | États-Unis         | 1917         | 1931         | |
| Kaiser                                         | États-Unis         | 1947         | 1955         | Kaiser-Frazer Corp. |
| Kissel (en)                                    | États-Unis         | 1909         | 1931         | |
| L’Automotrice                                  | France             | 1901         | 1904         | L’Automotrice (de). Puis Radia (1904–1905) et Baudouin-Radia (1905–1907). Lien externe : L'Automotrice, Radia                                                                     |
| Lagonda                                        | Royaume-Uni        | 1898         | 1989         | Aston Martin |
| Laraki                                         | Maroc              | 2001         | 2008         | Performance, luxe |
| LaSalle                                        | États-Unis         | 1927         | 1940         | General Motors |
| LDV                                            | Royaume-Uni        | 1993         | 2009         | LDV Group Ltd |
| Léon Bollée                                    | France             | 1896         | 1931         | Morris |
| Le Zèbre                                       | France             | 1909         | 1938         | |
| Lea Francis                                    | Royaume-Uni        | 1906         | 1960         | |
| Corre La Licorne                               | France             | 1896         | 1947         | |
| Locomobile                                     | États-Unis         | 1899         | 1929         | Durant Motors (1922 à fin) |
| Lorraine-Dietrich                              | France             | 1896         | 1935         | |
| LuAZ                                           | Ukraine            | 1967         | 2005         | |
| Luc Court                                      | France             | 1898         | 1956         | |
| Mannesmann                                     | Allemagne          | 1923         | 1929         | |
| Marcadier                                      | France             | 1963         | 1983         | Fournier-Marcadier |
| Marmon                                         | États-Unis         | 1902         | 1933         | Nordyke & Marmon Co. |
| Martini                                        | Suisse             | 1897         | 1934         | |
| Matford                                        | France             | 1934         | 1940         | Ford, Mathis |
| Mathis                                         | France             | 1906         | 1945         | |
| Matra                                          | France             | 1964         | 2003         | |
| Marussia Motors                                | Russie             | 2007         | 2014         | |
| Maybach                                        | Allemagne          | 1918         | 2013         | Daimler |
| McLaughlin                                     | Canada             | 1907         | 1918         | General Motors |
| McFarlan                                       | États-Unis         | 1910         | 1928         | |
| Melkus                                         | Allemagne de l'Est | 1959         | 1986         | |
| Mercer                                         | États-Unis         | 1910         | 1926         | |
| Mercury                                        | États-Unis         | 1939         | 2011         | Ford |
| Métallurgique (La)                             | Belgique           | 1854         | 1956         | |
| Minerva                                        | Belgique           | 1904         | 1956         | |
| Métropolitaine                                 | France             | 1911         | 1913         | Nom de la société : Jossu, Jannel et Cie |
| Miura                                          | Brésil             | 1975         | 1992         | |
| Monica                                         | France             | 1973         | 1974         | |
| Monier May et C°                               | France             | 1899         | ?            | |
| Monteverdi                                     | Suisse             | 1950         | 1995         | |
| Moon                                           | États-Unis         | 1905         | 1929         | |
| Morris                                         | Royaume-Uni        | 1910         | 1980         | MG Rover |
| Mors                                           | France             | 1896         | 1926         | Citroën |
| Moskvitch                                      | Russie             | 1930         | 2006         | |
| Mosler                                         | États-Unis         | 1985         | 2013         | |
| Nacional G                                     | Espagne            | 1939         | 1940         | |
| Nacional Pescara                               | Espagne            | 1929         | 1932         | |
| Nacional-Rubí                                  | Espagne            | 1935         |              | |
| Nacional-Sitges                                | Espagne            | 1933         | 1937         | |
| Nash                                           | États-Unis         | 1914         | 1954         | AMC |
| N.A.W.                                         | Allemagne          |              |              | |
| Noé Boyer & Cie                                | France             | 1898         | 1906         | Marque Phébus |
| NSU                                            | Allemagne          | 1957         | 1968         | Audi |
| Oakland                                        | États-Unis         | 1907         | 1931         | General Motors |
| Oldsmobile                                     | États-Unis         | 1897         | 2004         | General Motors |
| Oltcit                                         | Roumanie           | 1977         | 1994         | Citroën / Rodae |
| OM                                             | Italie             | 1918         | 1975         | Iveco |
| Otto                                           | France             | 1900         | 1914         | |
| Overland                                       | États-Unis         | 1906         | 1926         | |
| Packard                                        | États-Unis         | 1899         | 1958         | Studebaker-Packard Corp. de 1954 à fin |
| Panhard & Levassor                             | France             | 1891         | 1967         | Groupe PSA |
| Panther                                        | Royaume-Uni        | 1970         | 1988         | Ssangyong |
| Peerless                                       | États-Unis         | 1900         | 1931         | |
| Pegaso                                         | Espagne            | 1951         | 1957         | ENASA |
| Phänomen                                       | Allemagne          |              |              | WEB Robur Werke |
| Pic-Pic                                        | Suisse             | 1906         | 1924         | Piccard & Pictet Cie. |
| Pieper                                         | Belgique           |              | 1912         | |
| Pierce-Arrow                                   | États-Unis         | 1901         | 1938         | Pierce-Arrow 1901-1927: 1933 à fin; Studebaker 1928-1933 |
| Pinède                                         | France             | 1898         | ?            | |
| Pipe                                           | Belgique           | 1898         | 1932         | |
| Plymouth                                       | États-Unis         | 1928         | 2002         | DaimlerChrysler |
| Pontiac                                        | États-Unis         | 1925         | 2010         | General Motors |
| Prince                                         | Japon              | 1952         | 1966         | Nissan |
| Presto-Werke (de)                              | Allemagne          | 1897         | 1949         | |
| Prosper Lambert                                | France             | 1901         | 1906         | |
| Qvale                                          | Italie             | 2000         | 2003         | Voitures de sport |
| Rauch & Lang                                   | États-Unis         | 1905         | 1932         | |
| Radia                                          | France             | 1904         | 1905         | L’Automotrice (de). Ex L’Automotrice (1901-1904) devenue ensuite Baudouin-Radia (1905–1907). Lien externe : L'Automotrice, Radia                                                  |
| Railton                                        | Royaume-Uni        | 1933         | 1940         | Voitures de sport. Tentative de faire revivre la marque en 1989, arrêtée en 1994.                                                                                                 |
| Reliant                                        | Royaume-Uni        | 1935         | 2002         | |
| René Bonnet                                    | France             | 1961         | 1964         | racheté par Matra |
| Ricart / Ricart Pérez / Ricart España          | Espagne            | 1920         | 1935         | ENASA |
| Riley                                          | Royaume-Uni        | 1898         | 1969         | MG Rover |
| Rochet-Schneider                               | France             | 1894         | 1932         | Berliet |
| Rodae                                          | Roumanie           | 1994         |              | Daewoo |
| Rolland Pilain                                 | France             | 1906         | 1927         | |
| Rosengart                                      | France             | 1928         | 1955         | |
| Rover                                          | Royaume-Uni        | 1902         | 2005         | MG RoverLes droits d'utilisation de la marque appartiennent depuis 2008 au constructeur Jaguar Land Rover, propriété du groupe automobile indien Tata, qui n'en fait aucun usage. |
| REO                                            | États-Unis         | 1905         | 1936         | |
| Rovin                                          | France             | 1921         | 1959         | |
| Russell                                        | Canada             | 1905         | 1915         | |
| Russo-Baltique                                 | Russie             | 1894         | 1923         | |
| Ruxton (en)                                    | États-Unis         | 1929         | 1930         | |
| Saab                                           | Suède              | 1947         | 2016         | |
| Salmson                                        | France             | 1908         | 1957         | |
| Sandford                                       | France             | 1923         | 1939         | |
| Santana                                        | Espagne            | 1958         | 2011         | |
| Saturn                                         | États-Unis         | 1981         | 2010         | |
| Scion                                          | États-Unis         | 2003         | 2016         | Toyota |
| Selve                                          | Allemagne          | 1919         | 1930         | |
| Seat                                           | Espagne            | 1950         | 2030         | Volkswagen |
| Secqueville et Hoyeau                          | France             | 1919         | 1924         | |
| Siata                                          | Italie             | 1926         | 1970         | |
| Sigma                                          | France             | 1913         | 1928         | |
| Simca                                          | France             | 1935         | 1980         | Groupe PSA |
| Singer                                         | Royaume-Uni        | 1905         | 1970         | |
| Sovamag                                        | France             |              |              | Auverland |
| Springuel                                      | Belgique           | 1907         | 1912         | |
| Spyker                                         | Pays-Bas           | 1898         | 1926         | |
| Standard                                       | Royaume-Uni        | 1903         | 1963         | |
| Stanley                                        | États-Unis         | 1896         | 1924         | |
| Stella                                         | Suisse             | 1902         | 1913         | |
| Steyr                                          | Autriche           | 1907         | 2001         | |
| Studebaker                                     | États-Unis Canada  | 1902         | 1966         | Studebaker (à 1954; 1962 à fin); Studebaker-Packard Corp. de 1954 à 1962; seulement à Canada 1963 à fin                                                                           |
| Sunbeam                                        | Royaume-Uni        | 1899         | 1978         | PSA Peugeot Citroën |
| Stutz                                          | États-Unis         | 1911         | 1935         | |
| Tatra                                          | République tchèque | 1897         | 1999         | |
| Takuri                                         | Japon              | 1907         | 1909         | |
| Talbot                                         | Royaume-Uni        | 1903         | 1919         | Racheté par Darracq en 1919 |
| Talbot                                         | France             | 1919         | 1995         | Marque rachetée par Darracq en 1919, Anthony Lago en 1935, Rootes en 1938, Chrysler en 1967 et enfin PSA en 1978 et mise en sommeil en 1995                                       |
| Sachsenring                                    | Allemagne de l'Est | 1957         | 1991         | |
| Triumph                                        | Royaume-Uni        | 1923         | 1984         | |
| Tucker                                         | États-Unis         | 1948         | 1948         | |
| Turicum                                        | Suisse             | 1904         | 1913         | |
| Turbo-Motoren (de)                             | Allemagne          |              |              | |
| TVR                                            | Royaume-Uni        | 1947         | 2012         | Sport |
| UMM                                            | Portugal           | 1977         |              | |
| Vanden Plas                                    | Royaume-Uni        | 1960         | 1980         | MG Rover |
| Velam                                          | France             | 1954         | 1958         | |
| Viratelle                                      | France             | 1919         | 1924         | Viratelle (de) |
| Viking                                         | États-Unis         | 1929         | 1931         | General Motors |
| Vivinus                                        | Belgique           | 1890         | 1912         | Repris par la Fabrique d'automobile belge |
| Vinot & Deguingand                             | France             | 1898         | 1926         | l'usine de Puteaux est rachetée par Donnet-Zédel |
| Voisin                                         | France             | 1919         | 1946         | |
| Walter                                         | Tchécoslovaquie    | 1908         | 1937         | |
| Wanderer                                       | Allemagne          | 1911         | 1942         | Auto Union |
| Wartburg                                       | Allemagne de l'Est | 1956         | 1990         | |
| White                                          | États-Unis         | 1900         | 1918         | |
| Winton                                         | États-Unis         | 1896         | 1924         | |
| Wikov                                          | Tchécoslovaquie    | 1922         | 1937         | |
| Wills Sainte Claire                            | États-Unis         | 1921         | 1927         | |
| Willys                                         | États-Unis         | 1914         | 1963         | |
| Wolseley                                       | Royaume-Uni        | 1901         | 1975         | MG Rover |
| Xedos                                          | Japon              | 1992         | 2000         | |
| Zaschka                                        | Allemagne          | 1929         | 1929         | |
| Zastava                                        | Serbie             | 1953         | 2008         | |

## Statistiques

### Classement des groupes automobiles en fonction de leurs ventes mondiales
|   | Groupe                    | Marques                                                                                              | Production 2021 |
| - | ------------------------- | --- | --------------- |
| 1 | Toyota                    | Daihatsu, Lexus, Subaru, Toyota                                                                      | 10 495 548      |
| 2 | Volkswagen Group          | Audi, Porsche, Seat, Cupra, Škoda, Volkswagen, Bugatti, Lamborghini, Bentley, Italdesign...          | 8 882 000       |
| 3 | Renault-Nissan-Mitsubishi | Dacia, Datsun, Infiniti, Mitsubishi, Nissan, Renault, Renault Korea Motors, Alpine, Venucia          | 7 174 673       |
| 4 | Hyundai Motor Group       | Hyundai Motor, Kia Motors                                                                            | 6 700 000       |
| 5 | Stellantis                | Alfa Romeo, Citroën, Chrysler, Dodge, DS Automobiles, Fiat, Jeep, Lancia, Maserati, Opel, Peugeot... | 6 500 000       |
| 6 | General Motors            | Baojun, Buick, Cadillac, Chevrolet, GMC, Wuling Motors, CAMI Automotive, OnStar...                   | 4 800 000       |

### Modèles de voitures les plus vendus

#### 2016
Modèles de voitures les plus vendus dans le monde en 2016 :
1. Ford F-Series : 986 660
2. Toyota Corolla : 952 576
3. Volkswagen Golf : 859 845
4. Wuling Hongguang : 847 202
5. Nissan X-trail/Rogue : 766 729
6. Hyundai Avante/Elantra/i35 : 765 996
7. Ford Focus : 732 893
8. Honda HR-V/XR-V/Vezel : 724 769
9. Honda CR-V : 707 890
10. Toyota RAV4 : 701 756

#### 2014
Modèles de voitures les plus vendus dans le monde en 2014 :
1. Toyota Corolla : 1 220 000
2. Ford Focus : 1 020 000
3. Volkswagen Golf/Rabbit : 952 000
4. Hyundai Elantra : 808 000
5. Toyota Camry : 764 000

Suivent la Wuling Hong Guang (en), le Honda CR-V, la Chevrolet Cruze, la Ford Fiesta et la Volkswagen Polo.

### Production automobile mondiale depuis 1999
Productions de voitures, hors véhicules utilitaires, au niveau mondial, depuis 1999 :
- 2018 : 79 333 306
- 2017 : 80 063 544
- 2016 : 72 105 435
- 2015 : 68 539 516
- 2014 : 67 782 035
- 2013 : 65 745 403
- 2012 : 63 081 024
- 2011 : 59 929 016
- 2010 : 58 264 852
- 2009 : 47 772 598
- 2008 : 52 940 559
- 2007 : 54 920 317
- 2006 : 49 886 549
- 2005 : 46 862 978
- 2004 : 44 554 268
- 2003 : 41 968 666
- 2002 : 41 358 394
- 2001 : 39 825 888
- 2000 : 41 215 653
- 1999 : 39 759 847

### Classement des groupes automobiles selon leurs ventes en Europe

#### 2016
Les dix premiers groupes automobiles en Europe sont, en 2016, selon leur part de marché :
(rang, nom du groupe, part de marché, augmentation/diminution de la part par rapport à 2015)
1. Volkswagen : 24,19 % ()
2. Renault-Nissan : 13,50 % ()
3. Groupe PSA : 9,78 % ()
4. Ford : 6,93 % ()
5. Groupe BMW : 6,85 % ()
6. General Motors : 6,62 % ()
7. Fiat Chrysler Automobiles : 6,59 % ()
8. Daimler : 6,28 % ()
9. Hyundai Motor Group : 6,25 % ()
10. Toyota : 4,33 % ()

#### 2009
Les six premiers groupes automobiles en Europe en 2009 (en parts de marché) :
1. Volkswagen AG : 18,6 %
2. PSA Peugeot Citroën : 13,7 %
3. Ford : 10 %
4. Renault-Nissan : 9,1 %
5. Groupe Fiat : 9,1 %
6. General Motors : 8,8 %

### Classement des constructeurs automobiles selon leurs ventes en Europe

#### 2016
Les dix premiers constructeurs automobiles en Europe sont, en 2016 :
(rang, nom du constructeur, nombre de véhicules vendus, part de marché, augmentation/diminution de la part par rapport à 2015)
1. Volkswagen : 1 720 829, 11,43 % ()
2. Renault : 1 100 880, 7,31 % ()
3. Ford : 1 043 294, 6,93 % ()
4. Opel/Vauxhall : 993 494, 6,60 % ()
5. Peugeot : 865 374, 5,75 % ()
6. Mercedes : 839 779, 5,58 % ()
7. Audi : 830 956, 5,52 % ()
8. BMW : 821 525, 5,46 % ()
9. Fiat : 746 126, 4,96 % ()
10. Škoda : 663 230, 4,41 % ()

#### 2009
Les dix premiers constructeurs automobiles en Europe (nombre d'immatriculations en 2009) :
1. Volkswagen : 1 649 931
2. Ford : 1 283 602
3. Renault : 1 097 854
4. Opel : 1 064 723
5. Fiat : 1 016 340
6. Peugeot : 995 130
7. Citroën : 870 133
8. Toyota : 710 369
9. Audi : 612 293
10. Mercedes-Benz : 593 088